# Distretto di Soná
Il distretto di Soná è un distretto di Panama nella provincia di Veraguas con 27.833 abitanti al censimento 2010

## Geografia antropica

### Suddivisioni amministrative
Il distretto è suddiviso in dieci comuni (corregimientos):
- Soná
- Bahía Honda
- Calidonia
- Cativé
- El Marañón
- Guarumal
- La Soledad
- Quebrada de Oro
- Río Grande
- Rodeo Viejo